# Phyllostachys bambusoides
Phyllostachys bambusoides là một loài thực vật có hoa trong họ Hòa thảo. Loài này được Siebold & Zucc. miêu tả khoa học đầu tiên năm 1843.

## Hình ảnh

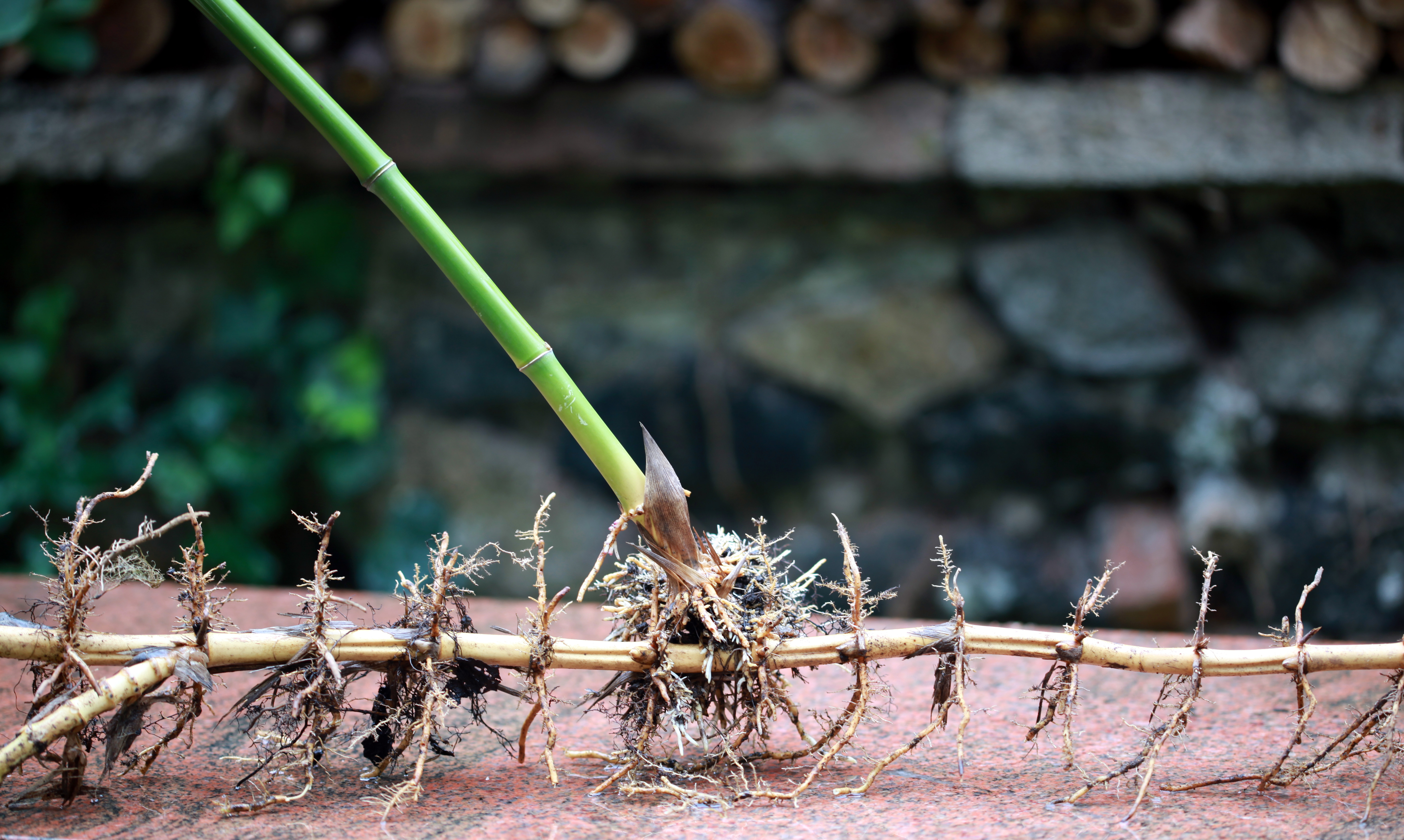
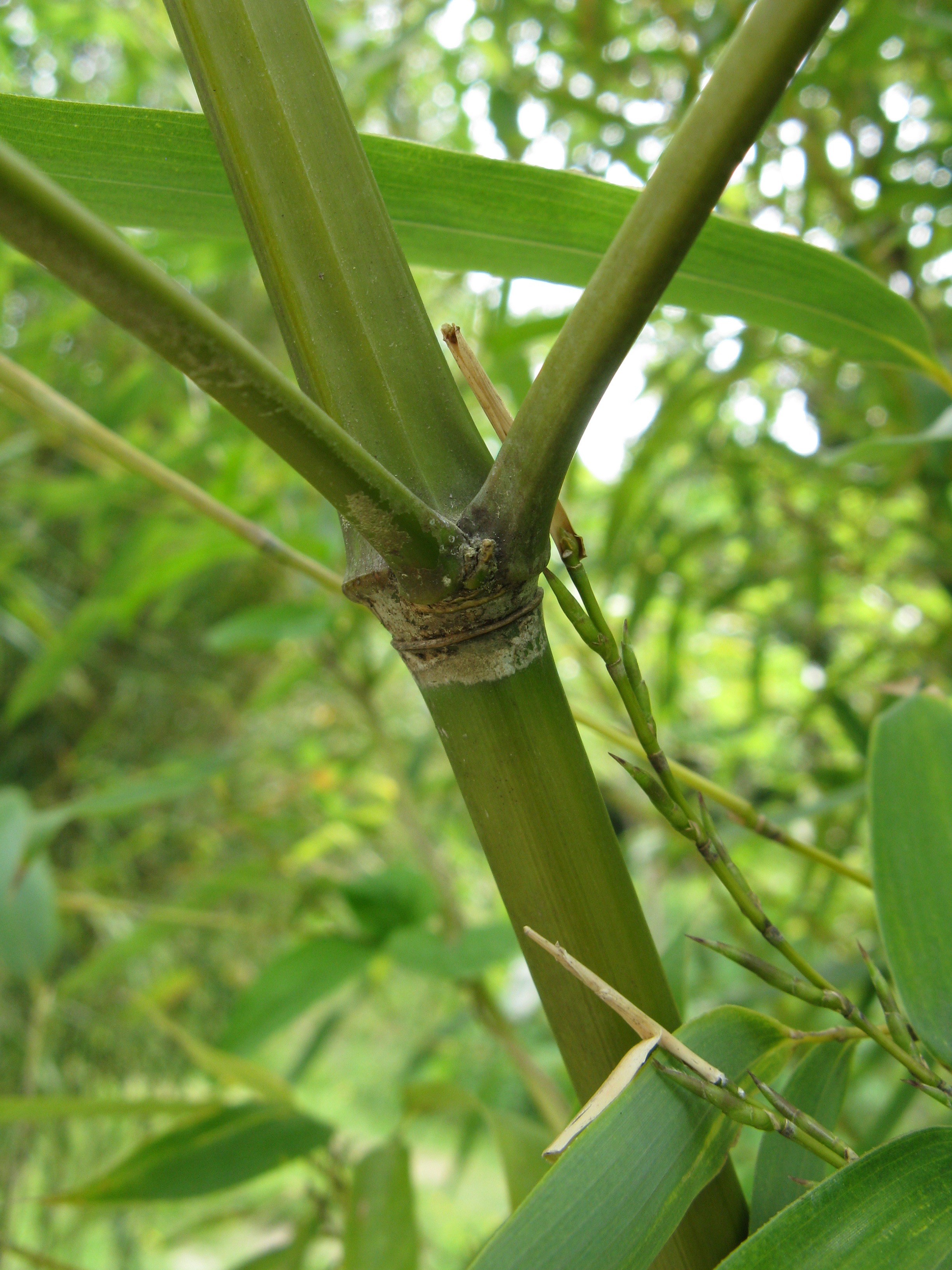
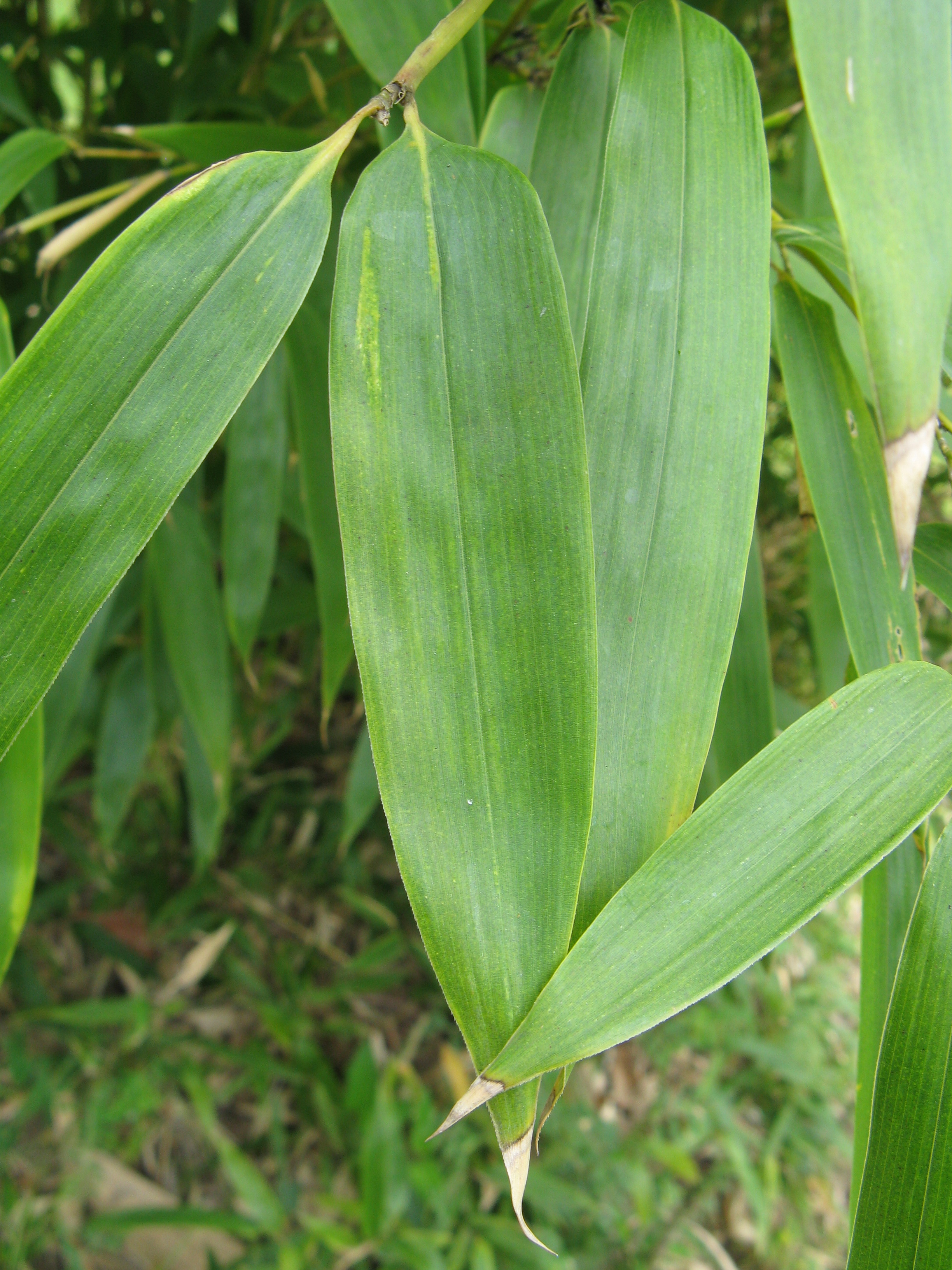
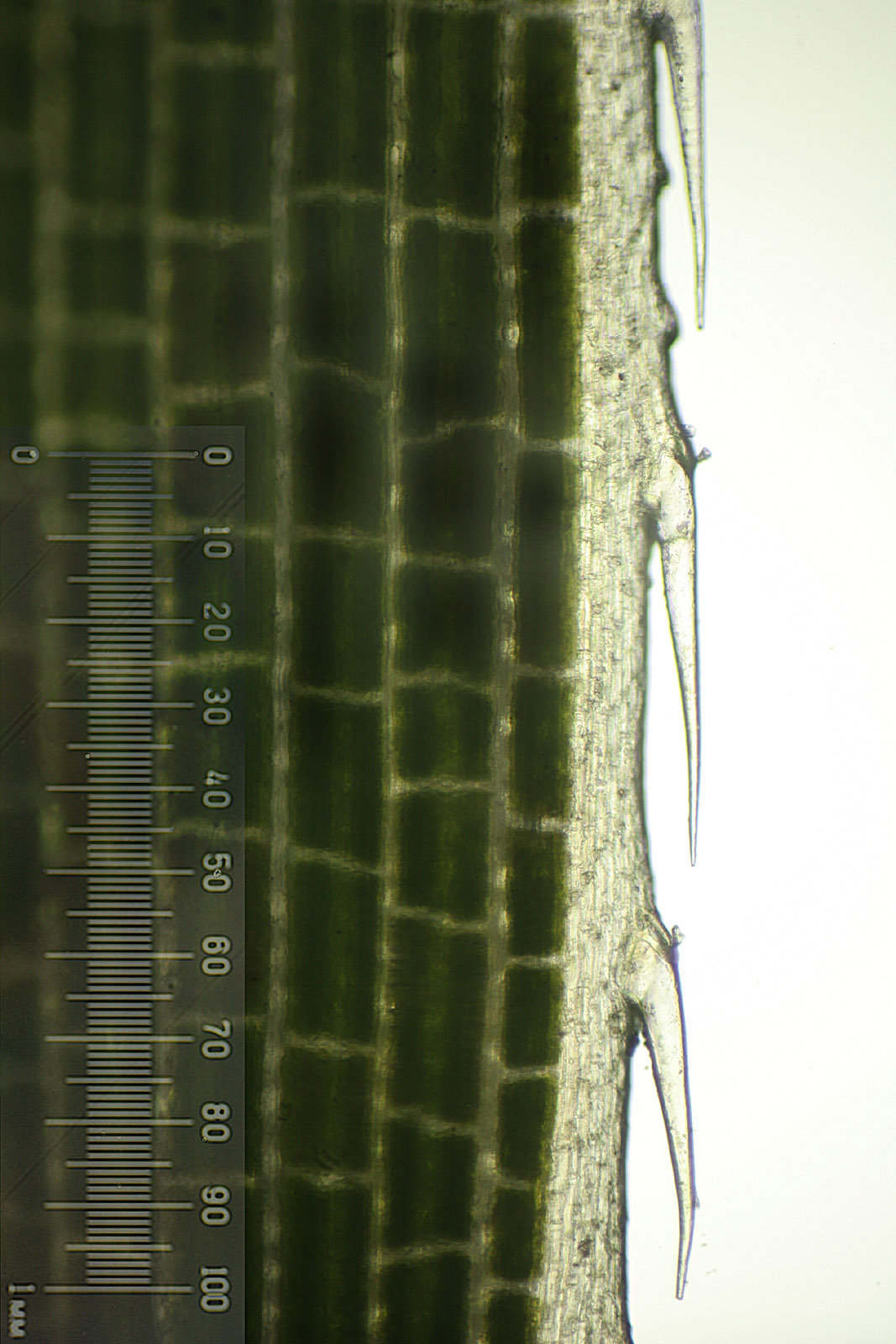